# Kuronské a zemgalské vévodství (1918)
Vévodství Kuronsko a Zemgalsko (německy Herzogtum Kurland und Semgallen, lotyšsky Kurzemes un Zemgales hercogiste)  bylo neúspěšným pokusem baltských Němců o vytvoření satelitního státu Německé říše v pobaltských státech na konci 1. světové války. Vévodství bylo vyhlášeno 8. března 1918 kuronskou provinční radou složenou z pobaltských Němců, kteří nabídli korunu císaři Vilémovi II., navzdory existenci dříve suverénního vládnoucího rodu Bironů. Přestože Reichstag podporoval právo na sebeurčení pobaltských národů, německé vrchní velení pokračovalo v politice připojení pobaltských států k říši s odvoláním na pobaltské Němce. Ještě během téhož roku se sjednotil s obdobnou iniciativou na vznik Baltského státu ve Spojené baltské vévodství.
V říjnu 1918 navrhl kancléř Max von Baden nahradit vojenskou správu v pobaltí civilní autoritou. Po listopadové revoluci v roce 1918 vyhlásilo Lotyšsko svou nezávislost a 7. prosince německá vojenská autorita předala správu lotyšské vládě pod vedením Kārlise Ulmanise.

## Pozadí
Během první světové války němečtí vojáci na podzim roku 1915 obsadili ruskou gubernii Kuronsko. Východní fronta se pak táhla podél linie Riga přes Daugavpils do Baranavichy.
16. listopadu 1917 byla vyhlášena Lotyšská národní rada. Na to 30. listopadu vyhlásila autonomní provincii v rámci etnografických hranic Lotyšska. Dne 15. ledna 1918 pak byla vyhlášena formální nezávislá Lotyšská republika.
Po ruské revoluci začala německá vojska z Kuronska ustupovat a do konce února 1918 byly obsazeny i ruské gubernie Livonsko a Estonsko, které předtím vyhlásily nezávislost a spadaly pod německou vojenskou správu. Mírovou smlouvou z Brest-Litevska z 3. března 1918 přijala Ruská sovětská federativní socialistická republika ztrátu Kuronska a Berlínskými dohodami z 27. srpna 1918 bylo Rusku postoupeno Livonsko a Estonsko.
Jako paralelní politické hnutí pod německou vojenskou správou začali pobaltští Němci od září 1917 do března 1918 vytvářet provinční rady.

## Mezinárodní uznání
Císař Vilém II. uznal zřízení vévodství Kuronsko a Zemgalsko jako německého vazala tím, že dne 8. března 1918 napsal Kuronské zemské radě následující:
My Vilém, z Boží milosti německý císař, pruský král atd., tímto pověřujeme našeho říšského kancléře hraběte von Hertlinga, aby vysvětlil zemské radě Kuronska, že na žádost, kterou nám sdělili jeho zástupci a na základě zprávy našeho říšského kancléře jménem Německé říše uznávají Kuronské vévodství jako svobodný a nezávislý stát a jsou ochotni jménem Německé říše uzavřít s Kuronskem takové státní smlouvy, které zajistí úzké hospodářské a vojenské vazby mezi oběma zeměmi. Zároveň pověřujeme našeho říšského kancléře, aby připravil uzavření těchto smluv. Tento rozkaz jsme sami provedli v listině a nechali jsme jej opatřit naší císařskou pečetí.
Dáno v Berlíně, 15. března 1918
Wilhelm
hrabě z Hertlingu.

## Zánik
Vévodství Kuronsko a Zemgalsko bylo nahrazeno Spojeným baltským vévodstvím 22. září 1918. Žádný z těchto dvou států však nebyl uznán žádnou jinou zemí.  Spojené baltské vévodství bylo nominálně uznáno jako suverénní stát německým císařem Vilémem II. 22. září 1918, šest měsíců poté, co Sovětský svaz formálně postoupil všechny nároky na bývalé pobaltské provincie Německé říši v Brest-Litevském míru. Po první světové válce se Kuronsko 18. listopadu 1918 stal součástí nově vzniklého Lotyšska.